# Stephan Winkelmann
Stephan Winkelmann (né le 18 octobre 1964) est un dirigeant d’entreprise du secteur automobile. Il était président de la société Bugatti Automobiles S.A.S. (depuis le 1er janvier 2018 jusque novembre 2021). Il est président du constructeur automobile italien Automobili Lamborghini S.p.A. (depuis le 1er décembre 2020), dont il était déjà à la tête de 2005 à 2015. Le 15 mars 2016, Stephan Winkelmann avait pris la direction de la filiale sportive d’Audi (Audi Sport GmbH).

## Vie privée
Né le 18 octobre 1964 à Berlin, Stephan Winkelmann a grandi à Rome où il a étudié les sciences politiques. Diplômé de l’université de Munich, il a été chasseur parachutiste pendant deux ans dans l'armée allemande, qu’il a quittée au grade de sous-lieutenant de réserve.

## Carrière
En 1991, il a commencé sa carrière professionnelle au sein de la société allemande de services financiers MLP. Par la suite, il s’est orienté vers l'industrie automobile, travaillant d'abord pour Mercedes-Benz puis pour Fiat de 1994 à 2004, dans le marketing et les ventes, notamment en Italie. Il a ensuite été nommé président du directoire de Fiat Auto Autriche, Suisse et enfin Fiat Auto Allemagne.
Le 1er janvier 2005, Stephan Winkelmann prend la direction de la société Automobili Lamborghini S.p.A. à Sant'Agata Bolognese (Italie). Sous sa direction, l’entreprise s’est hissée parmi les leaders mondiaux dans le segment des supersportives. 
Au printemps 2016, il prend la direction de la société Audi Sport GmbH avant de rejoindre Bugatti en janvier 2018 qu'il quittera en 2021 laissant la place à Christophe Piochon.

## Récompenses
En 2010, il est fait Grand officier de l’ordre du Mérite de la République italienne (Grande Ufficiale dell'Ordine al Merito della Repubblica Italiana). Ce prix lui a été décerné en raison de son engagement en faveur de la marque italienne, qui est parvenue à se positionner parmi les grands noms de la scène automobile internationale.
En 2013, Winkelmann a reçu le « Premio Internazionale BARSANTI e MATTEUCCI », une récompense prestigieuse dans le domaine de l'ingénierie automobile.
Le 22 mai 2014, il est fait Chevalier grand-croix du Mérite de la République italienne, obtenant ainsi l’une plus hautes distinctions honorifiques du pays en récompense de son action à la tête de Lamborghini. Ce prix lui a été décerné motu proprio sur décision présidentielle pour son action en tant que dirigeant de l'une des plus importantes sociétés Made in Italy.